# Йордан Йовчев
Йордан Йовчев Йовчев (болг. Йордан Йовчев Йовчев, нар. 24 лютого, 1973 року) — болгарський гімнаст.